# Touring Club Schweiz

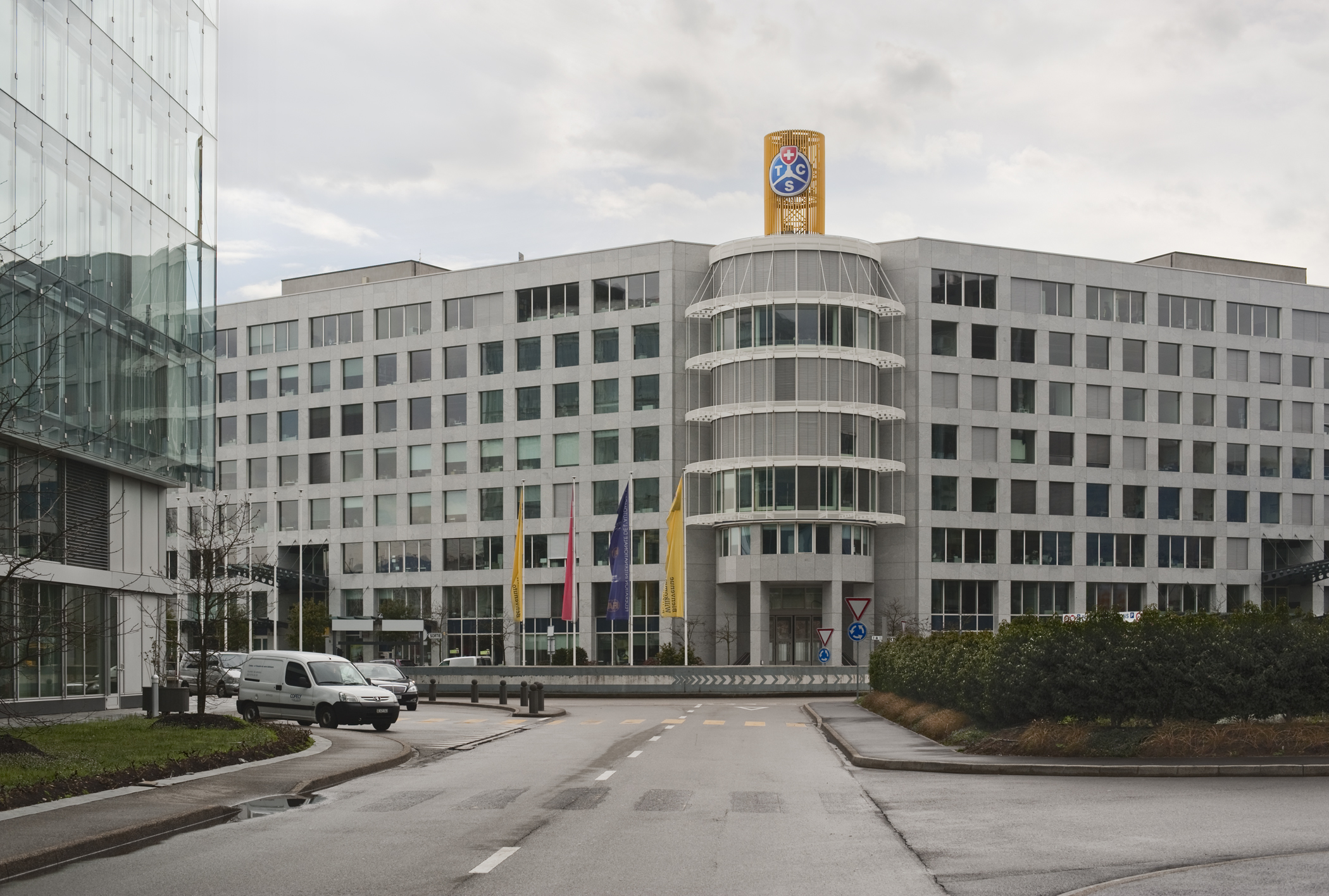
Hauptsitz des TCS in Vernier bei Genf

Der Touring Club Schweiz (TCS) ist ein als nicht-gewinnorientierter Verein organisierter Verkehrsclub, welcher ungefähr 1,6 Millionen Mitglieder in der Schweiz hat. Er beschäftigt 1900 Mitarbeitende. Als grösster Mobilitätsclub der Schweiz bietet der TCS seinen Mitgliedern Dienstleistungen auf folgenden Gebieten an: Personen-Assistance, Fahrzeug-Assistance, Rechtsschutz, Tourismus und Freizeit. Der TCS setzt sich auch im Interesse der Gemeinschaft ein, indem er Fahrzeuge und sonstige die Mobilität betreffende Produkte testet, sowie die Verkehrssicherheit und die elektrische Mobilität unterstützt.

## Geschichte
Der TCS wurde am 1. September 1896 in Genf von 205 Radfahrern mit dem Ziel gegründet, den Fahrradtourismus zu entwickeln. Seit 1901 erfolgten auch Dienstleistungen an Automobilisten wie eine Tankstellenliste. 1908 beginnt der TCS sein Engagement für die Verkehrserziehung und fordert vom Bundesrat einen obligatorischen Verkehrsunterricht. Zirka 1936 verschwanden die Fahrradspeichen aus dem Emblem und wurden durch ein stilisiertes Steuerrad ersetzt.
In den Fünfzigerjahren setzte eine Auto-Euphorie ein; der TCS liess verlauten: «Ein Auto ist ein viel zu komplexer Organismus, als dass er sich nach den Paragraphen eines Gesetzbuches bauen liesse […]. Es kann fast mit einem Lebewesen verglichen werden […].» Dieses Statement erfolgte als Kommentar zum amerikanischen Juristen Ralph Nader, der mehr Sicherheit im Autobau gefordert hatte. Der TCS dazu: «Man muss sich nur hüten, das Kind mit dem Bade auszuschütten und die Henne, die goldene Eier legt, zu schlachten.»
Als Reaktion auf die ehemals einseitige Ausrichtung des TCS sowie des ACS wurde 1979 der Verkehrs-Club der Schweiz gegründet: Alle Verkehrsteilnehmer, also auch Fussgänger und Velofahrer, sollten als gleichberechtigte Verkehrsteilnehmer ernst genommen werden. Der TCS hat seither seine Tätigkeiten ausgeweitet.
Zum 100-Jahr-Jubiläum bringt der TCS zum Ausdruck, dass er die sinnvolle Vernetzung von Auto-, Schienen- und Luftverkehr zur 
Sicherstellung einer menschen- und umweltgerechten Mobilität unterstützt. Es soll den Menschen ein Optimum an Mobilität zur Verfügung gestellt werden. Er dehnt nicht nur seine Dienstleistungen auf den nicht motorisierten Sektor aus, sondern kündigt die Annäherung an den öffentlichen Verkehr an. Optisches Symbol ist eine SBB-Lokomotive, eine bis dahin ungewohnte Allianz im Kleid des neuen Corporate Design des TCS. Der Pannendienst bekommt einen neuen Namen. Aus der langjährigen Touring-Hilfe wird die Patrouille.
Das erste TCS-Verkehrssicherheitszentrum Stockental bei Thun im Berner Oberland nimmt im Jahr 2000 unter dem Motto «Lernen durch Erleben» seinen Betrieb auf.
Mit einem neuen Mitgliedschaftsmodell reagiert der TCS 2008 auf die veränderten Bedürfnisse der Mitglieder. Es gibt die «TCS Mitgliedschaft» und die «TCS Mitgliedschaft ohne Pannenhilfe» jeweils für Familien und Einzelpersonen. Bei der Mitgliedschaft mit Pannenhilfe hat jedes Mitglied beziehungsweise Familienmitglied Anrecht auf Pannenhilfe, fahrzeugunabhängig.
2021 bezieht der TCS in Ostermundigen bei Bern seinen neuen Sitz in der Deutschschweiz. Hauptsitz bleibt Vernier bei Genf.

## Organisation
Der TCS ist ein nicht-gewinnorientierter Verein. Gemäss seiner Statuten bezweckt er die Wahrung der Rechte und Interessen seiner Mitglieder im Strassenverkehr und im Bereiche der Mobilität im Allgemeinen. Er fördert ihre touristischen Belange. Er trägt dabei dem Gesamtinteresse gebührend Rechnung. Der TCS erbringt für seine Mitglieder im In- und Ausland Dienstleistungen in den Bereichen Hilfe, Schutz, Beratung, Sicherheit, Umwelt und Information, wie auch auf dem Gebiet des Tourismus und der Freizeit. Der TCS trifft und unterstützt Massnahmen im Rahmen seiner Zielsetzung, insbesondere zur Hebung der Verkehrssicherheit.
Der TCS besteht aus dem Zentralclub sowie 23 regionale, unabhängige Sektionen. Der Verwaltungsrat besteht aus 23 Mitgliedern und dem Zentralpräsidenten. Oberstes Organ ist die Delegiertenversammlung mit 145 Mitgliedern.

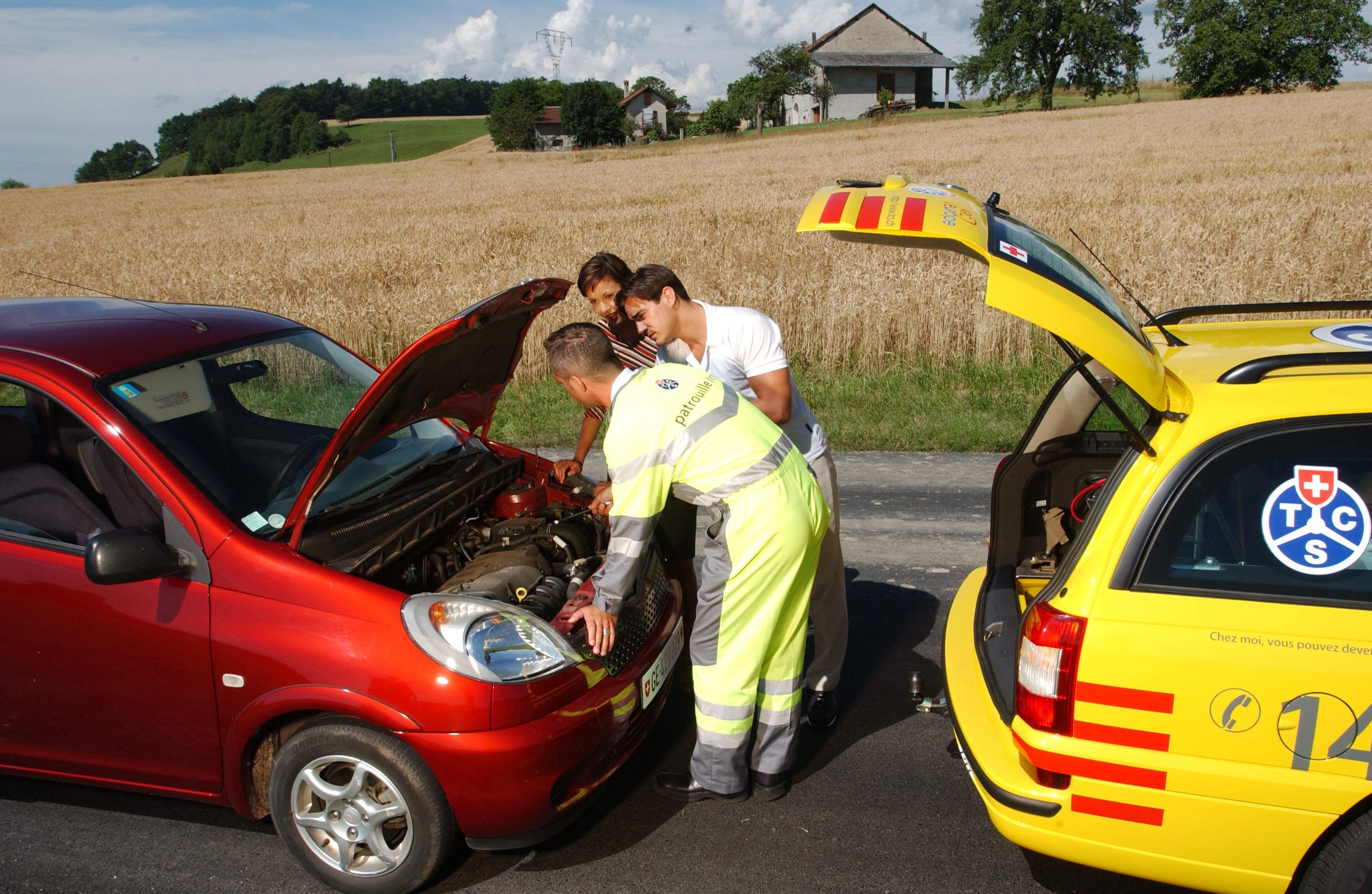
Patrouillenfahrzeug des TCS während eines Einsatzes

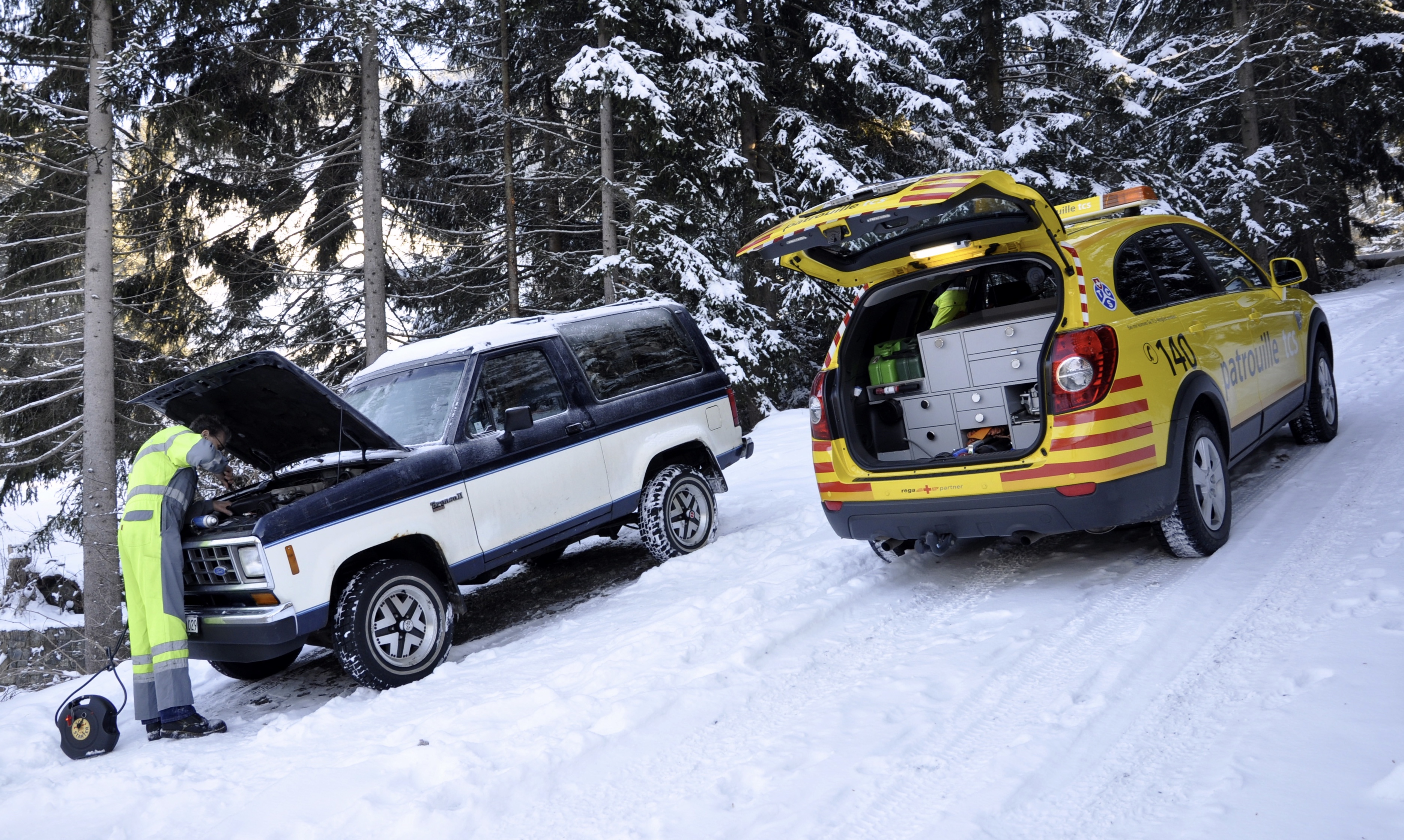
TCS – Patrouille im Schnee

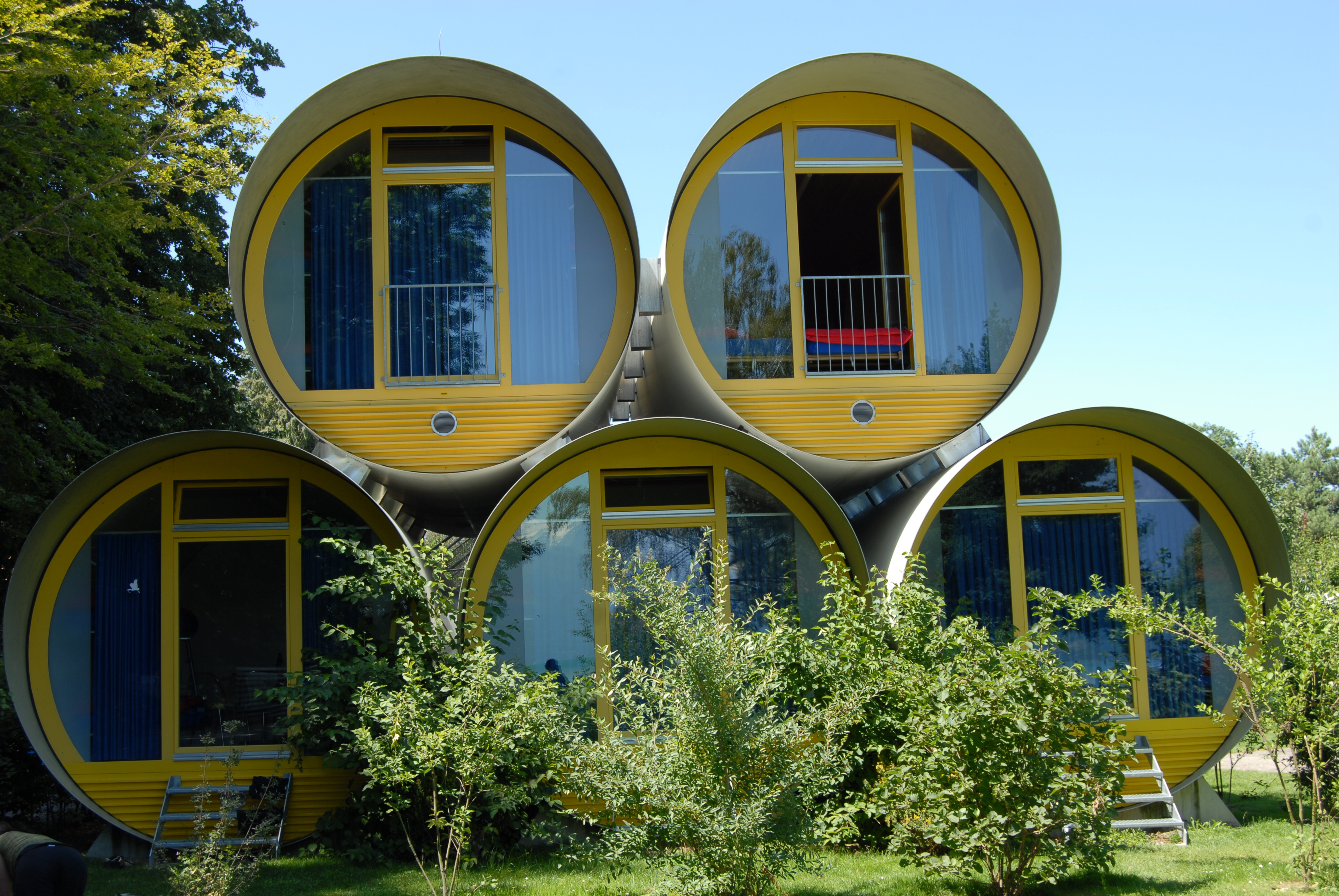
Camping TCS Thunersee in Thun-Gwatt

## Tätigkeiten
Der TCS ist in der Schweiz vor allem für seinen Pannendienst (Patrouille) bekannt.
Er testet verschiedene Produkte und gibt Entscheidungshilfen rund um die Mobilität, etwa zu Kindersitzen, Autoreifen, Fahrradhelmen, Navigationsgeräten oder zur Elektromobilität.
Der TCS führt für die Nutzung der Öffentlichkeit verschiedene Portale: Reifenvergleichsportal, Kindersitzvergleichsportal oder das Presseportal. Grosse Bekanntheit erreichte der Ende 2022 erstellte TCS Benzinpreisradar. Das Tool bietet Nutzern eine hohe Transparenz der Treibstoffpreise in der Schweiz. Auch der Onlinevergleichsdienst Comparis übernahm den Radar. Die Politik entschied in Folge, auf die ursprünglich geplante, behördliche Lösung zu verzichten. Der TCS ist damit der einzige Anbieter in diesem Bereich.
Der Club setzt sich für die Verkehrssicherheit ein, indem er Lehrmittel, Sensibilisierungs- und Präventionskampagnen entwickelt, Mobilitätsinfrastrukturen testet und Behörden berät. Er beteiligt sich an nationalen Kampagnen, die vom Fonds für Verkehrssicherheit des Bundes finanziert werden. Der TCS verteilt jedes Jahr rund 110'000 Leuchtgürtel und 84'000 Leuchtwesten an Kinder. 
Der ETI-Schutzbrief ist eine Ganzjahres-Reiseschutzversicherung. Die ETI-Zentrale organisiert jährlich etwa 57'000 Hilfeleistungen, darunter 3200 medizinische Abklärungen und über 1200 Repatriierungen. 
Einzelne Sektionen des TCS bieten auch amtlich anerkannte Motorfahrzeugkontrollen an, die denen der kantonalen Strassenverkehrssämter entsprechen. Die regionalen Sektionen des TCS wehren sich gegen die flächendeckende Errichtung von Tempo-30-Zonen.
Der TCS wird von eidgenössischen und kantonalen Behörden zu Vernehmlassungen im Bereich der Mobilität eingeladen.
Weitere Schlüsselprodukte sind der Rechtsschutz, die Kreditkarte, Fahrzeugversicherung, Veloversicherung sowie der Notfallschutzbrief. Der Club verfügt über 22 technische Zentren, 26 Campingplätze, 10 Fahrtrainingszentren sowie 10 Logistikbasen für Rettungsdienst und Krankentransport der TCS Swiss Ambulance Rescue. Die TCS-Mitglieder profitieren zusätzlich von Vorteilen bei anderen Schweizer Anbietern von Dienstleistungen und Produkten (TCS Benefits). 
10 Mal jährlich erhalten die Mitglieder gratis das Clubmagazin touring, das auf Deutsch, Französisch und Italienisch herausgegeben wird.
Der TCS ist seit 1998 Mitglied der Fédération Internationale de l’Automobile, und er ist Mitunterzeichner der Roadmap Elektromobilität 2025.

## Verkehrssicherheitszentren
Das TCS Tochterunternehmen TCS Training & Events bietet Fahrtrainings in seinen Zentren an für Lenker von Rollern, Motorrädern, Personenwagen, leichten und schweren Nutzfahrzeugen, Reisecars, Linien- und Gelenkbussen, aber auch für Spezialfahrzeuge von Polizei, Feuerwehr, Militär oder Rettungsfahrzeugen.
- Verkehrssicherheitszentrum Betzholz in Hinwil
- Verkehrssicherheitszentrum Stockental in Niederstocken
- Verkehrssicherheitszentrum Derendingen
- Fahrzentrum Plantin in Genf
- Fahrzentrum Lignières

## TCS Camping
Der TCS ist der grösste Campingplatzanbieter in der Schweiz. Seit 2024 ist der TCS wie auch der ANWB aus den Niederlanden, am 2018 vom ADAC lancierten Online-Campingführer namens Pincamp beteiligt.
- TCS Camping Bern-Eymatt
- TCS Camping Buochs-Vierwaldstättersee
- TCS Camping Bönigen-Interlaken
- TCS Camping Disentis
- TCS Camping Estavyer La Nouvelle Plage
- TCS Camping Flaach am Rhein
- TCS Camping Flims
- TCS Camping Genf-Vésenaz
- TCS Camping Gordevio-Maggiatal
- TCS Camping Gwatt Thunersee
- TCS Camping Interlaken
- TCS Camping Laax
- TCS Camping La Tène
- TCS Camping Lugano-Muzzano
- TCS Camping Luzern-Horw
- TCS Camping Martigny
- TCS Camping Morges
- TCS Camping Olivone
- TCS Camping Orbe
- TCS Camping Salavaux Plage
- TCS Camping Samedan
- TCS Camping Scuol
- TCS Camping Sempach
- TCS Camping Sion
- TCS Camping Solothurn
- TCS Camping Thusis-Viamala

Geschlossen
- TCS Camping Gampelen-Neuenburgersee (lag im Naturschutzgebiet Fanel und wurde im Oktober 2024 geschlossen[12])

## Mobilitätsakademie
Im Jahre 2008 wurde die «Mobilitätsakademie» als Tochtergesellschaft des TCS gegründet und stellt sich «die Frage nach dem Wesen zukünftiger Mobilität». Als Weiterbildungseinrichtung und Denkfabrik versucht sie, Entwicklungen besser zu verstehen, und sie damit zur Grundlage für künftiges Handeln im Bereich der Mobilität zu machen. Die «Mobilitätsakademie AG» gründete 2010 das «Schweizer Forum Elektromobilität» und führt seit 2012 die Geschäfte des Branchenverbandes Swiss eMobility. Seit 2013 realisiert die «Mobilitätsakademie AG» mit der Unterstützung internationaler Partner den World Collaborative Mobility Congress (wocomoco). Seit 2014 engagiert sie sich auch im Veloverkehr und lancierte in Zusammenarbeit mit dem Förderfonds Engagement Migros carvelo – die Schweizer Lastenrad-Initiative sowie das eCargo-Bike-Sharing carvelo2go mit dem TCS als nationalem Partner.

## TCS Swiss Ambulance Rescue
Die Gründung von TCS Swiss Ambulance Rescue SA (TCS SAR) im Jahr 2021 ist eine strategische Initiative der TCS-Gruppe, um ihre Aktivitäten im Bereich Gesundheit auszubauen (s. a. Gesundheitswesen in der Schweiz). TCS SAR ist der grösste private Akteur im Notfall- und Krankentransport (s. a. Rettungsdienst in der Schweiz), in sieben Kantonen – Aargau, Bern, Luzern, Zug, Zürich, Waadt und Genf – tätig und operiert von 14 Stützpunkten aus mit über 30'000 Einsätzen im Jahr.

## Ehemalige TCS-Hotels
- Hotel «Schloss Ragaz», in Bad Ragaz
- Hotel «Bella Vista», in Vira (Gambarogno)

Die Hotels wurden Ende 2019 an die Kasper Immobilien Gruppe verkauft.